# Davide Zanon
Davide Zanon (Mestre, 15 giugno 1967) è un allenatore di calcio ed ex calciatore italiano, di ruolo difensore.

## Carriera

### Giocatore
Comincia a muovere i primi passi nel Pianiga squadra della Provincia di Venezia. Nel 1988 approda nel Bassano Virtus dove milita per quattro stagioni in Interregionale e una nel Campionato Nazionale Dilettanti. Nel 1994 dopo la promozione in Serie C2 con il San Donà debutta tra i professionisti.
Nel 1997 veste la maglia del Cittadella in Serie C2 ottenendo nel 1998 la promozione in Serie C1 e nel 2000 la promozione in Serie B. In questa serie gioca 53 partite segnando un gol.
Nel 2004 gioca per una stagione con la maglia del Padova, prima di tornare nei dilettanti in Serie D con il Città di Jesolo, dove tuttavia ottiene una promozione tornando a giocare per una stagione nei professionisti.
Chiude la carriera nel Pordenone in Serie D nel 2007.

### Allenatore
Fa parte dello staff tecnico di Michele Serena affiancandolo sulle panchine di Venezia, Mantova, Grosseto e dal 5 ottobre 2011 al 5 gennaio 2013 su quella dello Spezia. Il 2 febbraio 2014 entra nello staff tecnico del Padova sempre al seguito di Michele Serena, e successivamente entra nello staff tecnico dell'Unione Venezia. Per la stagione 2015-2016 è di nuovo al fianco di Serena sulla panchina della FeralpiSalò, ma il 3 novembre 2015 viene esonerato insieme all'allenatore veneto. Dal 7 febbraio 2017 all’8 febbraio 2018 i due sono di nuovo alla Feralpi. Il 27 dicembre dello stesso anno viene chiamato con Serena dal L.R. Vicenza.
A inizio luglio 2022 diventa allenatore del Sandonà 1922, in Eccellenza, squadra nella quale aveva militato per quattro stagioni da calciatore, in sostituzione dell'ex compagno di squadra per undici anni Giulio Giacomin, inizialmente confermato ma poi diventato collaboratore tecnico nel calcio professionistico. Il 14 novembre seguente, con la squadra in zona playoff, viene esonerato.

## Palmarès

### Giocatore

#### Competizioni nazionali
- Campionato Nazionale Dilettanti: 1

San Donà: 1993-1994